# Ayuntamiento de Palencia
El Ayuntamiento de Palencia es la institución que se encarga del gobierno de la ciudad y el municipio de Palencia, capital de la provincia de Palencia, Castilla y León, España.
El consistorio está presidido por el alcalde de Palencia, que desde 1979 es elegido democráticamente por sufragio universal. Actualmente ostenta dicho cargo Miriam Andrés, del PSOE.
Tras las elecciones municipales de 2023, gobierna en minoría el PSOE.

## Casa consistorial
La sede del Ayuntamiento es una construcción de estilo neoclásico, del siglo XIX, localizada en la plaza Mayor.

## Alcaldes
| Periodo   | Nombre                    | Partido                                   |
| --------- | ------------------------- | ----------------------------------------- |
| 1979-1983 | Francisco Jambrina Sastre | Unión de Centro Democrático (UCD)         |
| 1983-1987 | Francisco Jambrina Sastre | Alianza Popular (AP)                      |
| 1987-1991 | Antonio Encinas Losada    | Alianza Popular (AP) Partido Popular (PP) |
| 1991-1995 | Heliodoro Gallego Cuesta  | Partido Socialista Obrero Español (PSOE)  |
| 1995-1999 | Marcelo de Manuel Mortera | Partido Popular (PP)                      |
| 1999-2003 | Heliodoro Gallego Cuesta  | Partido Socialista Obrero Español (PSOE)  |
| 2003-2007 | Heliodoro Gallego Cuesta  | Partido Socialista Obrero Español (PSOE)  |
| 2007-2011 | Heliodoro Gallego Cuesta  | Partido Socialista Obrero Español (PSOE)  |
| 2011-2015 | Alfonso Polanco Rebolleda | Partido Popular (PP)                      |
| 2015-2019 | Alfonso Polanco Rebolleda | Partido Popular (PP)                      |
| 2019-2023 | Mario Simón Martín        | Ciudadanos (CS)                           |
| 2023-act. | Miriam Andrés             | Partido Socialista Obrero Español (PSOE)  |

## Resultados electorales
| Partido político                         | 2023        | 2023        | 2023        | 2019   | 2019  | 2019       | 2015   | 2015  | 2015       | 2011   | 2011  | 2011       | 2007   | 2007  | 2007       |
| Partido político                         | Votos       | %           | Concejales  | Votos  | %     | Concejales | Votos  | %     | Concejales | Votos  | %     | Concejales | Votos  | %     | Concejales |
| Partido Socialista Obrero Español (PSOE) | 14 487      | 36,83       | 10          | 16 303 | 37,86 | 11         | 12 875 | 30,49 | 8          | 16 119 | 37,17 | 10         | 21 960 | 48,05 | 13         |
| Partido Popular (PP)                     | 12 382      | 31,48       | 8           | 14 366 | 33,36 | 9          | 15 843 | 37,52 | 10         | 21 335 | 39,20 | 14         | 18 445 | 40,36 | 11         |
| Vox                                      | 4361        | 11,08       | 3           | 2633   | 6,11  | 1          | —      | —     | —          | —      | —     | —          | —      | —     | —          |
| ¡Vamos Palencia!                         | 4177        | 10,62       | 3           | —      | —     | —          | —      | —     | —          | —      | —     | —          | —      | —     | —          |
| Podemos                                  | 2029        | 5,15        | 1           | 1436   | 3,33  | 0          | —      | —     | —          | —      | —     | —          | —      | —     | —          |
| Ciudadanos (CS)                          | 1243        | 3,16        | 0           | 5138   | 11,93 | 3          | 4388   | 10,39 | 3          | —      | —     | —          | —      | —     | —          |
| Ganemos Palencia-Izquierda Unida (IU)    | Con Podemos | Con Podemos | Con Podemos | 2403   | 5,58  | 1          | 7053   | 16,70 | 4          | 2954   | 6,81  | 1          | 2367   | 5,18  | 1          |

## Evolución de la deuda viva municipal
El concepto de deuda viva contempla sólo las deudas con cajas y bancos relativas a créditos financieros, valores de renta fija y préstamos o créditos transferidos a terceros, excluyéndose, por tanto, la deuda comercial.
| Gráfica de evolución de la deuda viva del Ayuntamiento entre 2008 y 2023                           |
| |
| Deuda viva del Ayuntamiento de Palencia, en miles de euros, según datos del Ministerio de Hacienda |